# Tullus
Tullus (arab. تلس) – miasto w południowo-zachodnim Sudanie, w prowincji Darfur Południowy. Według danych szacunkowych na rok 2008 liczyło 41 807 mieszkańców.